# Michael Plöchinger
Michael Plöchinger (1964) è un ex sciatore alpino svizzero.

## Biografia
Discesista puro, Plöchinger debuttò in campo internazionale in occasione dei Mondiali juniores di Auron 1982; in Coppa Europa nella stagione 1983-1984 fu 2º nella classifica di specialità, nella stagione 1985-1986 si piazzò 5º nella classifica generale vinse quella di specialità e nella stagione 1986-1987 fu 4º nella classifica di specialità. Non prese parte a rassegne olimpiche né ottenne piazzamenti in Coppa del Mondo o ai Campionati mondiali.

## Palmarès

### Coppa Europa
- Miglior piazzamento in classifica generale: 5º nel 1986
- Vincitore della classifica di discesa libera nel 1986